# CFTO-DT
CFTO-DT est une station de télévision canadienne située à Toronto, Ontario. Elle est détenue et exploitée par Bell Média et à la tête du réseau CTV. Les studios sont situés dans le nord de Toronto au 9 Channel Nine Court. L'émetteur principal est situé au sommet de la Tour CN mais la station possède deux autres émetteurs, à Orillia et Peterborough.

## Télévision numérique et haute définition
Après l'arrêt de la télévision analogique et la conversion au numérique qui a eu lieu le 31 août 2011, CFTO-DT a été déplacé de son numéro de canal de pré-transition (40), à son numéro de canal post-transition et ancien numéro en analogique (9).

### Couverture par câble et satellite
CFTO est également disponible dans l'agglomération de Toronto sur les canaux 8 (SD) et 518 (HD) de Rogers Cable. Elle est également supportée nationalement sur les fournisseurs par satellite Bell Télé aux canaux 212 (SD) et 800 (HD), et sur Shaw Direct aux canaux 313 (SD) et 293 (HD). Aux États-Unis, Atlantic Broadband et Time Warner Cable supportent CFTO à travers la région de Western New York incluant Buffalo, Dunkirk, Fredonia, Westfield et Jamestown.